# Der große Aufbruch – Die Pioniere Amerikas
Der große Aufbruch – Die Pioniere Amerikas (im Original The Men Who Built America) ist eine US-amerikanische Miniserie aus dem Jahr 2012. Sie erzählt vom Aufstieg Amerikas zur Weltmacht.
Die Serie wurde in vier Folgen gedreht, die aber auch in acht und drei (ZDF) Folgen ausgestrahlt wurde. Produziert wurde sie von Stephen David Entertainment.

## Inhalt
Die Doku-Reihe thematisiert den Aufstieg Amerikas zur weltweiten Wirtschaftsmacht Mitte des 19. und Anfang des 20. Jahrhunderts durch die Innovationen und Erfolge der einflussreichsten Unternehmer J. P. Morgan, John D. Rockefeller, Andrew Carnegie, Cornelius Vanderbilt und Henry Ford.
Rockefeller beispielsweise beleuchtete Amerika durch seine Öllampen, bis J. P. Morgan mit Gleichstrom ins Glühlampengeschäft eintrat. Dieser wurde jedoch wiederum von Nikola Tesla vertrieben, der den Zweiphasenwechselstrom entdeckt hatte.

## Episodenliste
| Nr. (ges.) | Nr. (St.) | Deutscher Titel    | Originaltitel                 | Erstausstrahlung USA | Deutschsprachige Erstausstrahlung (D) | Regie         | Drehbuch                     |
| ---------- | --------- | ------------------ | ----------------------------- | -------------------- | ------------------------------------- | ------------- | ---------------------------- |
| 1          | 1         | Eine neue Ära      | A New War Begins              | 16. Okt. 2012        | 21. Apr. 2013                         | Ruán Magan    | Randy Counsman, Keith Palmer |
| 2          | 2         | Ölrausch           | Bloody Battles                | 23. Okt. 2012        | 21. Apr. 2013                         | Patrick Reams | Randy Counsman, Keith Palmer |
| 3          | 3         | Eiserne Rivalen    | Changing the Game             | 30. Okt. 2012        | 28. Apr. 2013                         | Patrick Reams | Randy Counsman, Keith Palmer |
| 4          | 4         | Bis aufs Blut      | When One Ends, Another Begins | 11. Nov. 2012        | 28. Apr. 2013                         | Patrick Reams | Randy Counsman, Keith Palmer |
| 5          | 5         | Macht des Kapitals | A New Rival Emerges           | 30. Okt. 2012        | 5. Mai 2013                           |               |                              |
| 6          | 6         | Kampf um den Strom | Owning It All                 | 30. Okt. 2012        | 5. Mai 2013                           |               |                              |
| 7          | 7         | Geld macht Politik | Taking the White House        | 6. Nov. 2012         | 12. Mai 2013                          |               |                              |
| 8          | 8         | Zeitenwende        | The New Machine               | 6. Nov. 2012         | 12. Mai 2013                          |               |                              |

## Figuren
Die Hauptfiguren sind:

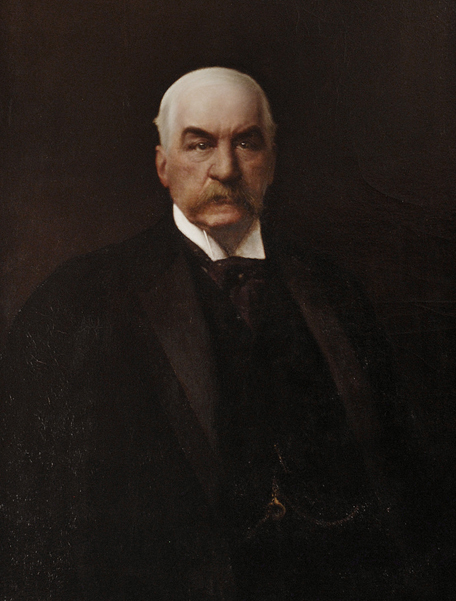
J. P. Morgan
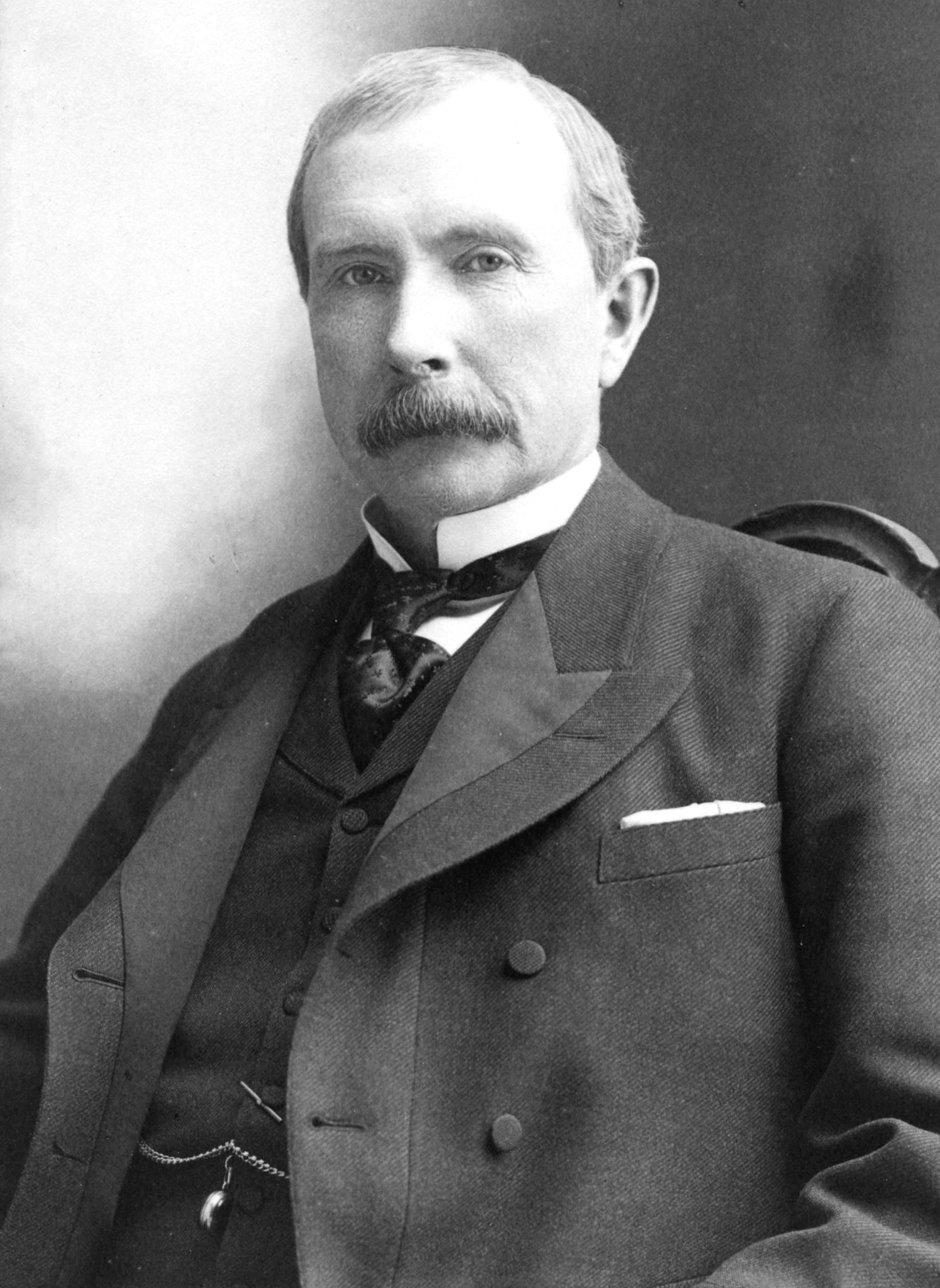
John D. Rockefeller
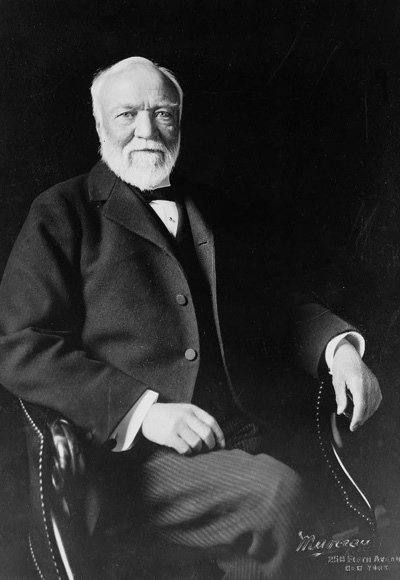
Andrew Carnegie
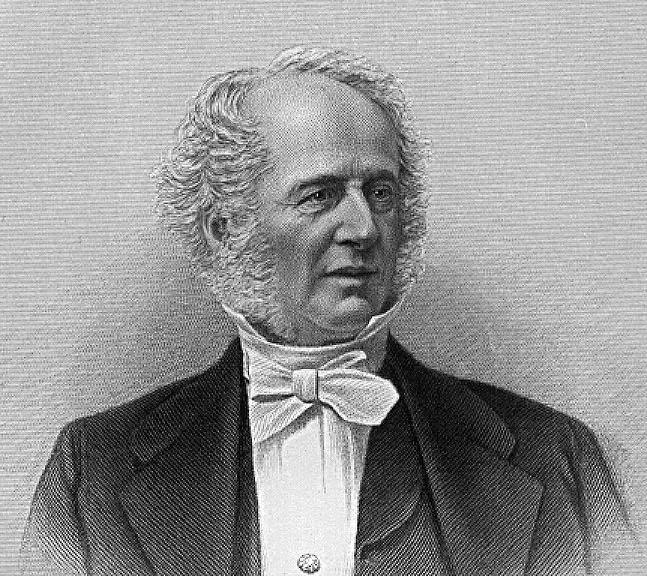
Cornelius Vanderbilt
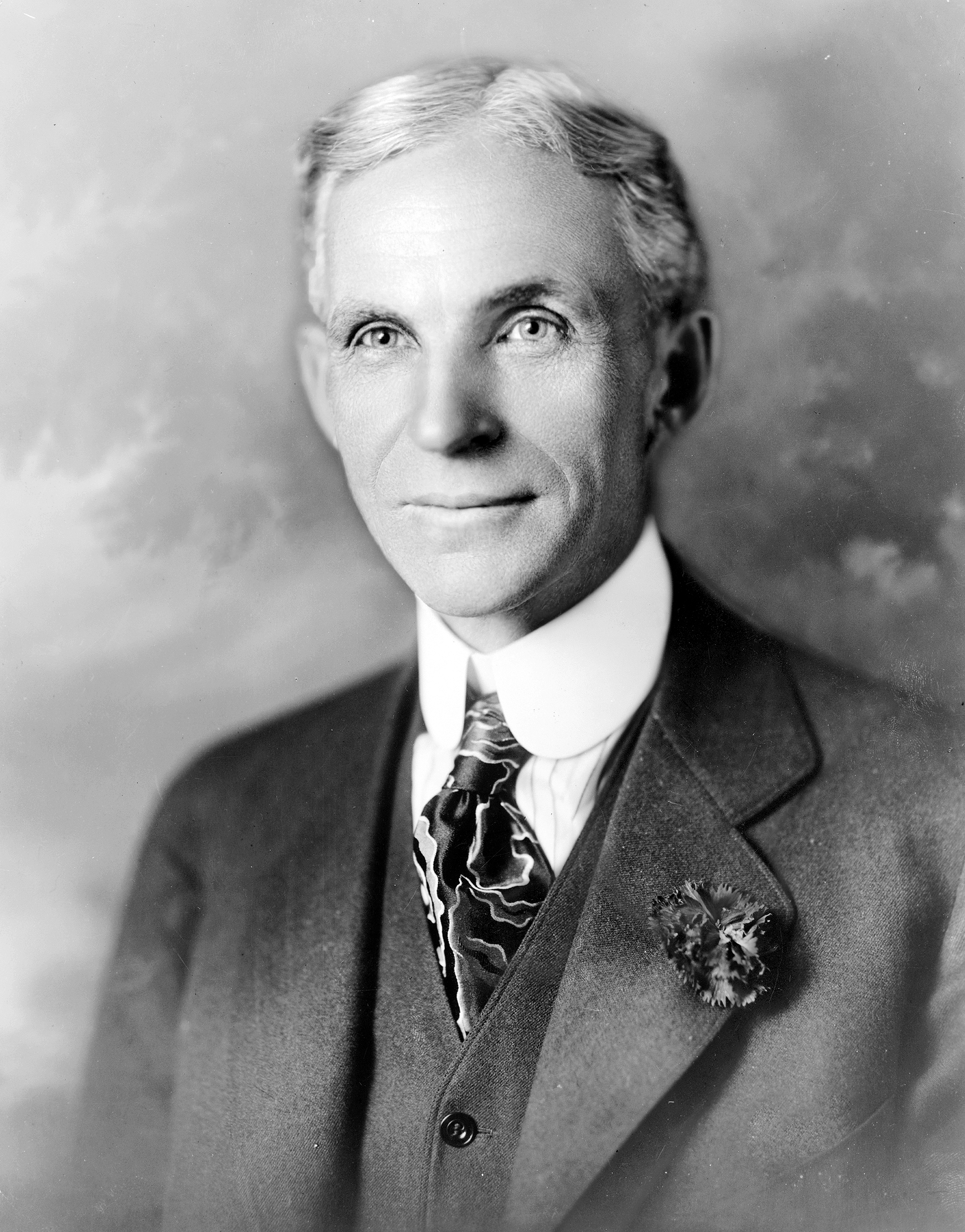
Henry Ford

## Kritik
- Tv.de meinte, dass die Geschichten der Pioniere Amerikas in aufwendiger Inszenierung und anhand atemberaubender Computeranimationen zu neuem Leben erweckt werden.[1]
- Servus TV schrieb, dass, um die Geschichte der Pioniere Amerikas auf einzigartige Weise zu rekonstruieren, aus mehr als 12 Millionen Fotonegativen der US-Kongressbibliothek die besten Exemplare herausgesucht wurden und dass die Geschichten – unter anderem durch atemberaubende Computeranimationen – zu neuem Leben erweckt werden.[2]

## Auszeichnungen
Primetime Emmy Awards 2013
- Auszeichnungen
  - In der Kategorie Outstanding Costumes for a Variety Program or a Special für Sarah Beers, Rachel Greene und Lisa Faibish für Folge 2
  - In der Kategorie Outstanding Sound Editing for Nonfiction Programming (Single or Multi-Camera) für Tim W. Kelly, Jonathan Soule für Folge 2
- Nominierungen
  - In der Kategorie Outstanding Writing for Nonfiction Programming für Stephen David, Patrick Reams, David C. White, Keith Palmer, Randy Counsman, Ed Fields und den History Channel für Folge 5
  - In der Kategorie Outstanding Documentary or Nonfiction Series für Stephen David, Tim W. Kelly, Dirk Hoogstra, Russell McCarroll, Paul Cabana, Randy Counsman und David C. White
  - In der Kategorie Outstanding Cinematography for Nonfiction Programming für Richard Lopez für Folge 5

Banff World Media Festival 2013
- Banff Rockie Award
  - Auszeichnungen:
    - In der Kategorie Best Factual Entertainment für Stephen David, Tim W. Kelly, Dirk Hoogstra, Russell McCarroll, Paul Cabana, das Stephen David Entertainment und den History Channel
    - In der Kategorie Best History and Biography Program für Stephen David, Tim W. Kelly, Dirk Hoogstra, Russell McCarroll, Paul Cabana, das Stephen David Entertainment und den History Channel

Andere
- 2013: Nominiert für den VES Awards in der Kategorie Outstanding Supporting Visual Effects in a Broadcast Program für Glenn Allen, Matthew Conner, Eran Dinour und David W. Reynolds für Folge 2
- 2013: Nominiert für den OFTA Television Award in der Kategorie Best Visual Effects in a Non-Series für Glenn Allen, Matthew Conner, Eran Dinour und David W. Reynolds
- 2014: Grand Award in der Kategorie History & Society für Stephen David, Tim W. Kelly, David C. White, Russell McCarroll, Paul Cabana, das Stephen David Entertainment und den History Channel[3]